# Real Acerrana 1926
La Real Acerrana 1926, tradizionalmente nota come Polisportiva Acerrana o più semplicemente Acerrana, è una società calcistica italiana con sede ad Acerra (Città Metropolitana di Napoli)
Il club, fondato il 1 gennaio del 1926, vanta 18 partecipazioni nel massimo campionato dilettantistico italiano. È storicamente legato al Torino, con cui condivide il toro come simbolo e il granata come colore sociale. Disputava le partite casalinghe allo Stadio Comunale di Acerra.
Il 13 luglio 2020, l'allora sindaco di Acerra, Raffaele Lettieri, ha inaugurato il centro sportivo "Arcoleo" dove la società disputa le gare casalinghe.

## Storia
Fondata il 1 gennaio del 1926, a cavallo tra gli anni 1940 e gli anni 1950 partecipò a tre campionati di Promozione Interregionale, collezionando un nono posto, un dodicesimo posto ed un sedicesimo posto. Nel 1967-68, per mezzo di un ripescaggio, militò nel campionato di Serie D, dove si piazzò in penultima posizione retrocedendo nelle categorie regionali.
Nel 1981-82 l'Acerrana conquistò il primo posto in Promozione e tramite i successivi spareggi ottenne il passaggio di categoria nel Campionato Interregionale. I granata parteciparono al massimo campionato dilettantistico nazionale per 13 edizioni consecutive, dal 1982-83 al 1994-95. Dopo un sesto posto al debutto nell'Interregionale, il club ottenne quattro piazzamenti a metà classifica: un undicesimo posto, due ottavi posti consecutivi nel 1984-85 e nel 1985-86 ed ancora un undicesimo posto. Nel 1987-88 ottenne il miglior piazzamento della sua storia raggiungendo la quarta posizione. In seguito il club riuscì a conservare la categoria piazzandosi ottavo, undicesimo e decimo. Nel 1991-92 e nel 1992-93 si classificò in sesta posizione, mentre raggiunse il tredicesimo posto nel 1993-94. Nella stagione seguente si piazzò infine in penultima posizione e retrocesse in Eccellenza.
Nel 2003-04 si classificò al primo posto in Eccellenza conquistando la promozione in Serie D da neopromossa. Nella stagione successiva si salvò raggiungendo la dodicesima posizione, ma cedette il titolo sportivo al termine della stagione.
Il 29 maggio 2019 la ASD Acerrana 1926 comunica di aver rilevato il titolo dell'Edilmer Cardito grazie al quale potrà iscriversi al prossimo campionato di Promozione 2019/2020.
Dopo aver concluso anzitempo la stagione a causa del COVID-19, la ASD Polisportiva Acerrana 1926 si è classificata quarta nel Campionato di Promozione Campania ed è arrivata ad un passo dalla conquista della Coppa Campania di Promozione dopo aver battuto in semifinale la Sporting Ercolano in casa propria. La finale si sarebbe dovuta disputare contro la Pro San Marzano.
Il 10 luglio 2020 la società rileva il titolo del Real Agro Aversa (che a sua volta ha rilevato il titolo del Tre Pini e disputerà la Serie D) assumendo ufficialmente la denominazione ASD Real Acerrana 1926, così da poter disputare nella prossima stagione il Campionato di Eccellenza Campania 2020-21.
Il 1º febbraio 2023 disputa allo stadio Stadio Alberto Pinto di Caserta la finale di Coppa Italia Dilettanti Campania 2022-2023, perdendo 2-1 con i campioni in carica del San Marzano.
Il 21 aprile 2024 vince 2-1 lo scontro diretto contro il Pompei Calcio nel campionato di Eccellenza Campania 2023-2024 assicurandosi il primo posto e tornando in Serie D dopo 19 anni passati in categorie minori.

Nella stagione 2024-2025 si salva all'ultima giornata di campionato rimanendo in Serie D.

## Colori
La tradizionale divisa casalinga dell'Acerrana è granata, mentre il completo da trasferta è solitamente bianco con bordi e risvolti granata. La scelta del colore granata si deve ad un'amichevole giocata al Comunale di Acerra contro il Torino il 17 dicembre 1947, quando la compagine campana ricevette in regalo dal presidente Ferruccio Novo le casacche granata del Grande Torino. Da quell'occasione, in segno di ammirazione e riconoscenza, l'Acerrana cambiò i propri colori sociali dal nero-stellato al granata ed assunse come simbolo il toro.

## Strutture

### Stadio
L'Acerrana giocava le partite casalinghe allo Stadio Comunale di Acerra sito in Via Alessandro Manzoni a nord della città. La struttura consta di un impianto di illuminazione artificiale che consente la disputa di gare in notturna ed è dotata di un'unica tribuna da 2450 posti, composta da gradinate e priva di copertura. Il rettangolo di gioco è in erba naturale e misura 100 m in lunghezza e 60 m in larghezza.
Il 13 Luglio 2020, il Sindaco di Acerra, Raffaele Lettieri, ha inaugurato il Centro Sportivo “Arcoleo” dove la società disputerà le prossime gare casalinghe.

## Società

### Sponsor
- 1926-1981 Nike
- 1981-1982 Meritex, Esposito
- 1982-1990 Lorenzo Iazzetta
- 1990-1992 Montefibre
- 1992-1993 Giovanni Sodano
- 1993-1994 Montefibre
- 1994-2018 Gucci
- 2019-2021 Eco.Drin.srl - Studio Laudando
- 2022-2023 Eco.Drin.srl - Studio Laudando - Istituti Paritari “San Cuono”

## Allenatori e presidenti
- 1926-1931 ...
- 1931-1932  Giuseppe Del Pennino
- 1932-1949 ...
- 1949-1950  Lombardi
- 1950-1976 ...
- 1976-1977  Vincenzo Damiano
- 1977-1978  Farnesio Masone
- 1978-1980...
- 1980-1981  Ernesto Flagiello
- 1981-1983  Giovanni Formicola
- 1983-1988 ...
- 1988-1989 ?
 Mario Rossi
- 1989-1992 ...
- 1992-1994  Ernesto Crimaldi
- 1994-1995  Ernesto Crimaldi
 Vincenzo Castaldo
- 1995-2001 ...
- 2001-2003  Vincenzo Castaldo
- 2003-2005  Raffaele Di Pasquale
- 2005-2006 carica vacante[4]
- 2006-2007  Renato Baldassarre
 Giovanni Trombetta
- 2007-2008  Antonio Pepe
 Mario Rosano
- 2008-2009  Antonio Pepe
 Francesco Castellano
- 2009-2010  Vincenzo De Falco
 Francesco Castellano
- 2010-2011  Gaetano Di Liddo
 Raffaele Di Pasquale
- 2011-2012  Vincenzo Castaldo
- 2012-2013  Vincenzo Castaldo
 Raffaele Di Pasquale
- 2013-2014 carica vacante[4]
- 2014-2015  Massimo Borriello
- 2015-2016  Telemaco Russo
 Massimo Borriello
- 2016-2018 carica vacante[4]
- 2018-2019  Toscano
 Massimo Borriello
- 2019-2020  Luciano Curcio
 Vincenzo Di Buono
- 2020-2021  Vincenzo La Manna
- 2021-2022  Vincenzo La Manna
 Vincenzo Di Buono
- 2022-2023  Vincenzo Di Buono
- 2023-2024  Giovanni Sannazzaro
- 2024-2025  Giovanni Sannazzaro
 Pasquale Luiso

- 1926-1964 ...
- 1964-1965  Ignazio Caruso
- 1965-1976 ...
- 1976-1978  Giuseppe Esposito
- 1978-1995  Mario Esposito
- 1995-2003 ...
- 2003-2004  Giuseppe D'Inverno e  Pietro Laezza
- 2004-2005  Giuseppe D'Inverno
- 2005-2006  Raffaele Francesco Tagliamonte
- 2006-2009  Francesco Mennitto
- 2009-2010  Ambrogio Soriano
- 2010-2013  Fortunato D'Angelo
- 2013-2014 carica vacante[4]
- 2014-2016  Luigi Esposito
- 2016-2018 carica vacante[4]
- 2019-2023  Antonio Laudando
- 2023-2024  Angelo Guastafierro

## Calciatori

### Capitani
- Vincenzo Castaldo (1981-1982)
- Domenico Altomonte (2003-2004)
- Domenico Panico (2019-2020)
- Raffaele Rivetti (2020-2021)
- Gismondo Gatta (2021-2022)
- Vincenzo Pisani (2022-2023)
- Manuel Lettieri (2023-2024)
- Francesco De Giorgi (2024-2025)

## Palmarès

### Competizioni regionali
- Eccellenza: 2

2003-2004 (girone A), 2023-2024 (girone A)
- Promozione: 3

1981-1982 (girone B), 2002-2003 (girone A), 2011-2012 (girone C)
- Prima Categoria: 1

1964-1965 (girone A)
- Seconda Categoria: 1

1997-1998
- Prima Divisione: 1

1948-1949

### Altri piazzamenti
- Promozione:

terzo posto: 1979-1980 (girone A), 2010-2011 (girone A)
- Prima Categoria:

secondo posto: 1965-1966 (girone A), 1966-1967 (girone A)
terzo posto: 1998-1999, 1999-2000, 2015-2016 (girone A)
- Terza Divisione:

terzo posto: 1931-1932 (girone B)

## Statistiche e record

### Partecipazione ai campionati
| Livello | Categoria                       | Partecipazioni | Debutto   | Ultima stagione | Totale |
| ------- | ------------------------------- | -------------- | --------- | --------------- | ------ |
| 4º      | Promozione                      | 3              | 1949-1950 | 1951-1952       | 6      |
| 4º      | Serie D                         | 3              | 1967-1968 | 2025-2026       | 6      |
| 5º      | Campionato Interregionale       | 10             | 1982-1983 | 1991-1992       | 14     |
| 5º      | Campionato Nazionale Dilettanti | 3              | 1992-1993 | 1994-1995       | 14     |
| 5º      | Serie D                         | 1              | 2004-2005 | 2004-2005       | 14     |

## Tifoseria

### Storia
All'inizio degli anni 1980 nacque il Primo Club Granata, seguito poi, nel 1981, dai gruppi organizzati Ultrà (spesso accompagnati dalla sigla P.zza Castello), il cui striscione recante un teschio si ispirava a quello dei più celebri omonimi torinisti, e Fedayn. Negli anni duemila si sono invece susseguiti i Boys Acerra (costituiti nel 2002), i Leoni (originari della zona della ferrovia ed anch'essi sorti nel 2002), i Nord est, gli Audaci seguaci del Rione Madonnelle, la Brigata Granata e i Fedelissimi. Tra il 2013 e il 2020 la squadra viene seguita da un raggruppamento anonimo di ultras, che dopo il ritorno dell'Acerrana in Eccellenza si riassettano dando vita alla Vecchia Guardia.

### Gemellaggi e rivalità
Gemellaggi e amicizie
In passato la tifoseria granata è stata gemellati con i tifosi dell'Ischia e dell'Alba Durazzano. Entrambi i gemellaggi nacquero durante il campionato 2003-04, il primo è durato fino allo scioglimento dei gruppi organizzati acerrani dopo il 2013 mentre il secondo è terminato con la sparizione dell'Alba Durazzano e, di conseguenza, del suo tifo organizzato. Agli stessi anni risale un rapporto di reciproco rispetto che legava gli ultras acerrani con quelli del Real Marcianise: nelle battute finali del campionato 2004-05 l'Acerrana conquistò la salvezza pareggiando in casa contro il Real Marcianise, già matematicamente campione, e al termine delle ostilità le due tifoserie festeggiarono insieme. Dopo lo scioglimento dei gruppi storici, invece, si è registrato solo un rapporto di reciproco rispetto con i tifosi del Casoria instauratosi nel 2016 durante la finale play-off del campionato di Prima Categoria.
Rivalità
- Aenaria Lacco Ameno (dal 2010)
- Real Normanna[6] (forte rivalità sorta nel 2003-04, quando le due compagini si sfidarono per la vittoria del campionato, ed acuitasi 2005 in seguito al trasferimento del titolo acerrano ad Aversa che decretò la fine temporanea del calcio nella città di Pulcinella.)
- Albanova (dal 2015)
- Audax Cervinara[7]
- Casertana
- Frattese
- Gladiator[8]
- Maddalonese
- Nola (dal 2024)[9]
- Puteolana
- San Giorgio 1926
- Vis San Nicola / San Nicola Calcio (dal 2012)
- Vitulazio[10][11] (dal 2011)
- Afragolese (Rivalità sorta a partire dal 15 ottobre 2023, in seguito a scontri tra le tifoserie al termine della partita Acerrana-Afragolese del campionato di Eccellenza 2023-24)[12]